# Джерело «Корито»
Джерело́ «Кори́то» — гідрологічна пам'ятка природи місцевого значення в Україні. 
Розташована у місті Кременець Тернопільської області, на вулиці Сичівка, в урочищі «Звіринець». 
Площа 0,25 га. Оголошене об'єктом природно-заповідного фонду рішенням Тернопільської обласної ради від 15 жовтня 2015 року № 2013. Перебуває у віданні Кременецької міської ради. 
Статус присвоєно з метою охорони та збереження джерела питної води, що має еколого-освітню, історико-культурну, господарську та естетичну цінність.